# Markus Laubenthal

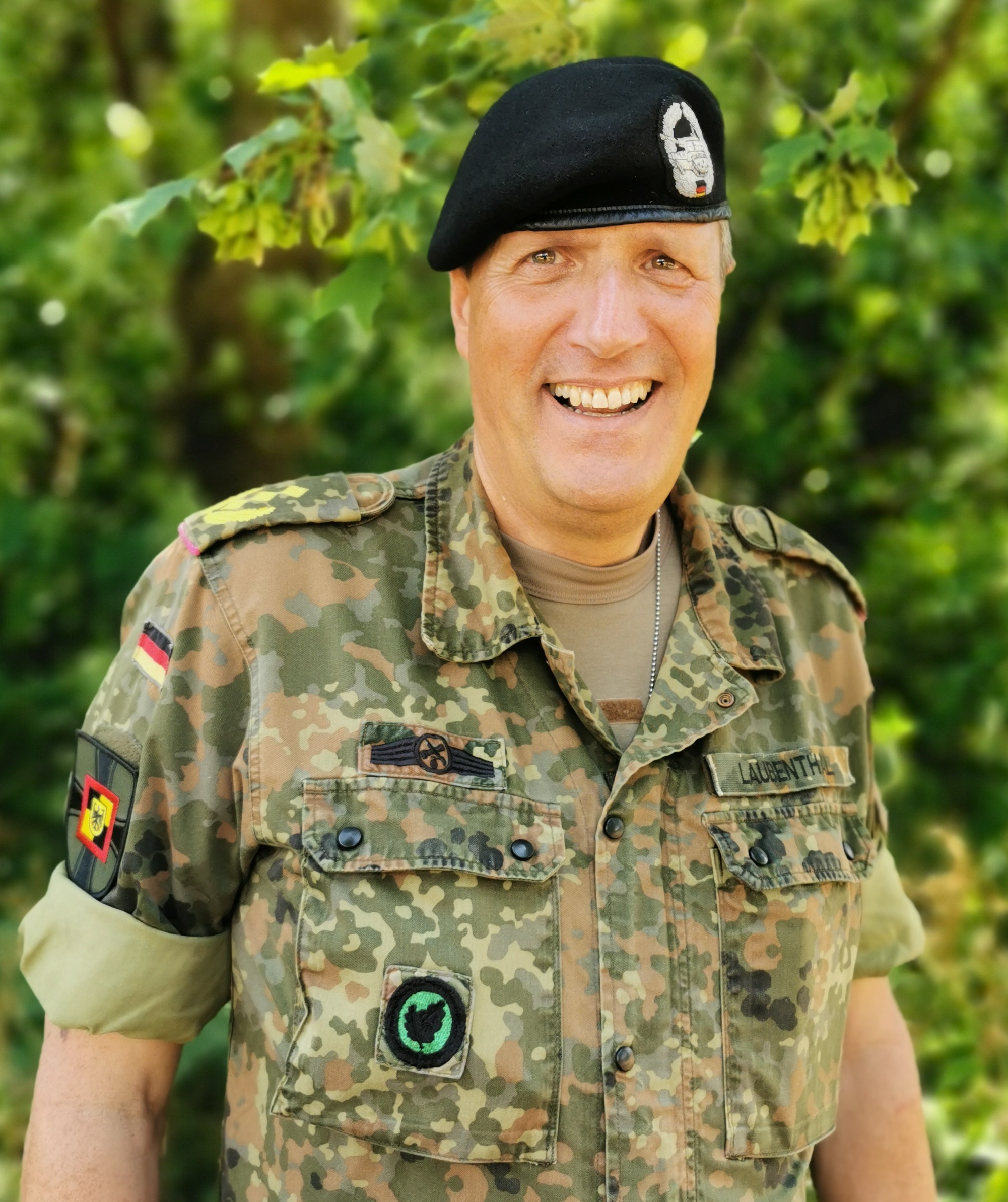
Markus Laubenthal (2022)

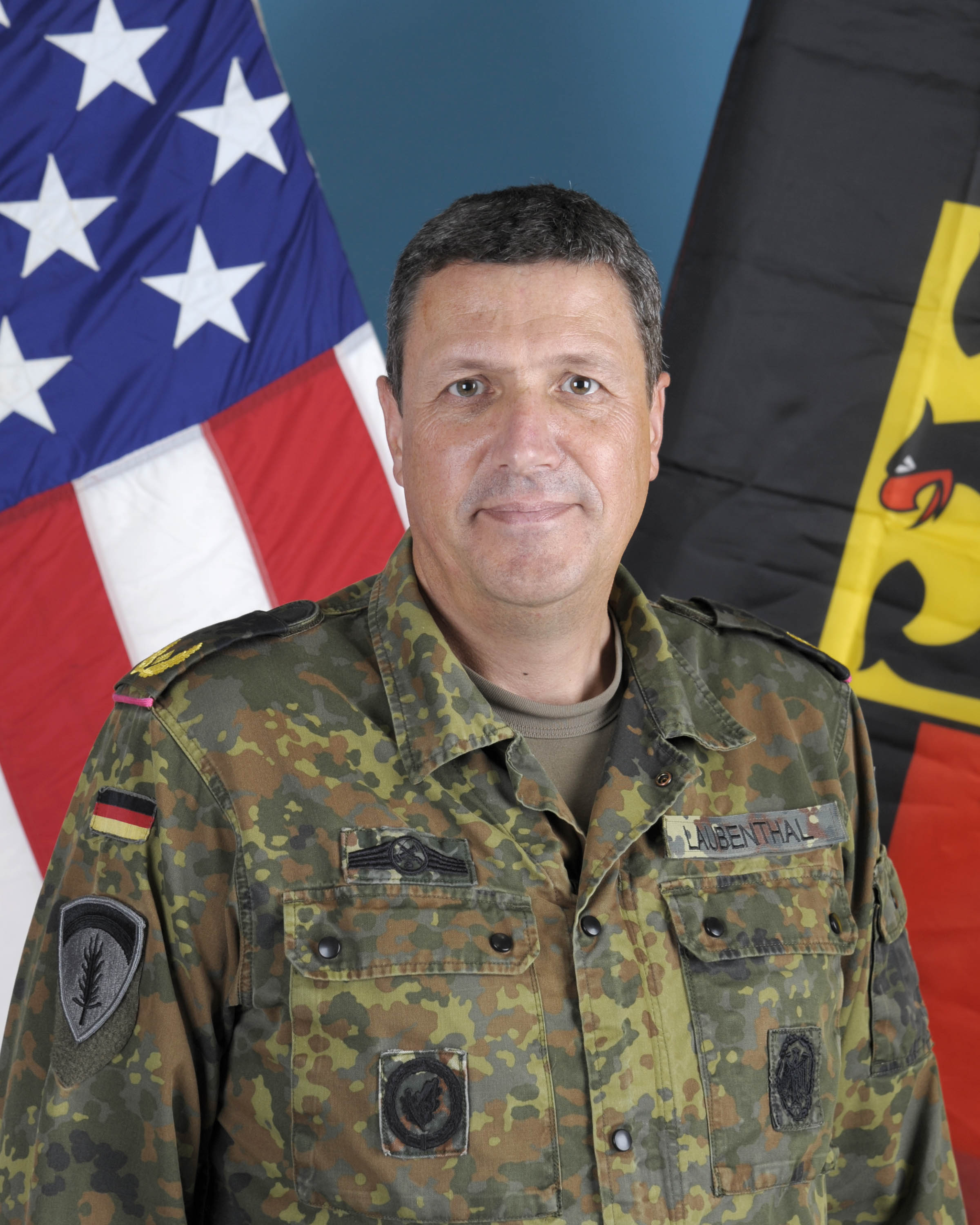
Markus Laubenthal (2014 als Brigadegeneral und Chief of Staff der US Army Europe)

Markus Laubenthal (* 4. Dezember 1962 in Aachen) ist ein General des deutschen Heeres und seit 24. September 2024 Chief of Staff im Supreme Headquarters Allied Powers Europe.

## Militärische Laufbahn

### Ausbildung und erste Verwendungen
Laubenthal trat 1982 als Grundwehrdienstleistender beim Panzerbataillon 33 in Neustadt am Rübenberge (Luttmersen) in die Bundeswehr ein. Es schloss sich von 1983 bis 1985 die Ausbildung zum Reserveoffizier und Offizier der Panzertruppe an der Offizierschule des Heeres in Hannover und der Panzertruppenschule in Munster an. Von 1985 bis 1989 wurde Laubenthal als Zugführeroffizier wiederum im Panzerbataillon 33 in Neustadt am Rübenberge eingesetzt. Es folgten Verwendungen als Stabsoffizier S 2 (Militärisches Nachrichtenwesen) im Panzerbataillon 33 sowie als Adjutant des Kommandeurs 1. Panzerdivision in Hannover. In dieser Verwendung auch von Januar bis Juli 1991 Verwendung als Stabsoffizier S 2 im Wachregiment (später Jägerbataillon 1) in Berlin. Von 1991 bis 1993 diente er als Jugendoffizier in Schwerin. Von 1993 bis 1997 folgten zwei Verwendungen als Kompaniechef der 4. und der 6. (Unteroffizierlehrkompanie) beim Panzerbataillon 203 in Hemer. Von 1997 bis 1999 nahm Laubenthal am 40. Generalstabslehrgang (Heer) an der Führungsakademie der Bundeswehr in Hamburg teil.

### Dienst als Stabsoffizier
Die erste Verwendung als Stabsoffizier führte Laubenthal als Grundsatzdezernent für Operationsführung an das Heeresamt (Abteilung I) in Köln. Anschließend nahm er am Advanced Command & Staff Course (Class 5) am Joint Services Command & Staff College in Shrivenham, Großbritannien teil. Dies war mit einem Studium Defence Studies am King’s College in London verbunden, welches er als Master of Arts abschloss. Von 2003 bis 2005 war er Kommandeur des Panzerbataillons 203 in Hemer. Es folgte eine ministerielle Verwendung als Referent V 1 NATO und UN-Einsatzgrundlagen im Führungsstab der Streitkräfte sowie als Offizier im Generalstabsdienst beim Chef des Stabes des Führungsstabes des Heeres im Bundesministerium der Verteidigung in Bonn. Von 2007 bis 2008 war Laubenthal Abteilungsleiter G3 Planung, Organisation, Ausbildung und Übungen der Division Luftbewegliche Operationen in Veitshöchheim. Von 2008 bis 2010 war er Gruppenleiter G3 Einsatz und dann Abteilungsleiter G3 im Heeresführungskommando in Koblenz. Von 2010 bis 2012 schloss sich eine weitere ministerielle Verwendung als Arbeitsbereichsleiter Europäische Sicherheitspolitik, bilaterale Beziehungen zu europäischen und afrikanischen Staaten im Planungsstab des Bundesministers der Verteidigung sowie Referatsleiter Pol II 1 Strategische Leitlinien Bundeswehr; Zentrale Aufgaben in der Abteilung Politik im Bundesministerium der Verteidigung in Berlin an.

### Dienst als General
Vom 1. September 2012 bis 31. Juli 2014 war Laubenthal Kommandeur der Panzerbrigade 12 Oberpfalz in Amberg. Von August 2014 bis Januar 2016 war Laubenthal Chef des Stabes der US Army Europe in Wiesbaden. Damit wurde erstmals einem deutschen General diese Aufgabe übertragen. Sein Nachfolger auf diesem Dienstposten wurde Brigadegeneral Kai Rohrschneider. Zur Verabschiedung wurde er mit dem Orden Legion of Merit ausgezeichnet. Am 16. Februar 2017 übernahm Laubenthal den Dienstposten als Kommandeur der 1. Panzerdivision von Generalmajor Johann Langenegger. Auf diesem Dienstposten erhielt er auch die Beförderung zum Generalmajor. Als Nachfolger von Generalleutnant Klaus von Heimendahl wurde Laubenthal zum 1. Mai 2018 Abteilungsleiter Führung Streitkräfte im Bundesministerium der Verteidigung. Auf diesem Dienstposten erhielt er kurz darauf auch die Ernennung zum Generalleutnant.  Ab 1. April 2020 war Laubenthal Stellvertreter des Generalinspekteurs der Bundeswehr als Nachfolger von Vizeadmiral Joachim Rühle. Am 1. April 2024 übergab er diesen Posten an Generalleutnant Andreas Hoppe. Laubenthal löste am 24. September 2024 Joachim Rühle als Chief of Staff beim Supreme Headquarters Allied Powers Europe ab. Damit einher ging die Beförderung zum General.

### Auslandseinsätze
- 09/2002 bis 05/2003 Military Assistant beim Deputy Commander Operations sowie beim Assistant Chief of Staff Operations im Hauptquartier KFOR in Priština (Kosovo)
- 08/2013 bis 02/2014 Chef des Stabes ISAF RC North in Masar-e Scharif (Afghanistan)

## Privates
Laubenthal ist verheiratet und hat eine Tochter.